# Llorenç Campins Ballester
Llorenç Campins Ballester (Palma, 1732-Caracas, 1785) va ser un metge, fundador dels ensenyaments de medicina a Veneçuela.
Estudià medicina a la Universitat Lul·liana de Palma, on obtingué el títol de batxiller (1748) i de llicenciat i de mestre en arts (1749). El 1755 es doctorà en ciències mèdiques a la Real y Pontificia Universitat de Gandia, títol que li va ser reconegut per la Universitat del Regne de Mallorca el 1756. Exercí com a metge primer a Palma (1761) i després a Cadis, des d'on passà a Veneçuela (1762).
A Caracas es trobà amb el predomini del curanderisme i la manca d'ensenyaments mèdics. Impulsà la creació de la primera càtedra de medicina que existí a la Universitat de Caracas (1763), i ell en fou el primer catedràtic. Davant les dificultats per consolidar els ensenyaments universitaris aconseguí la seva confirmació de banda de Carles III (1777), que el nomenà catedràtic en propietat i protometge interí de la província de Veneçuela. Durant 20 anys exercí de catedràtic i, com a protometge, promogué la dignificació de la professió mèdica. Va ser metge dels reials hospitals de San Pablo i San Lázaro, de l'hospital de Nuestra Señora de la Caridad i del Reial Col·legi Seminari. El 1971 li fou retut homenatge a la Universitat de Caracas com a iniciador dels estudis mèdics en aquell país.